# Psamatodes nigristicta
Psamatodes nigristicta är en fjärilsart som beskrevs av W. Warren 1897. Psamatodes nigristicta ingår i släktet Psamatodes och familjen mätare. Inga underarter finns listade i Catalogue of Life.